# Ljubinić
Ljubinić (izvirno srbsko Љубинић) je naselje v Srbiji, ki upravno spada pod Občino Obrenovac; slednja pa je del Mesta Beograd.

## Demografija
V naselju, katerega izvirno (srbsko-cirilično) ime je Љубинић, živi 685 polnoletnih prebivalcev, pri čemer je njihova povprečna starost 41,7 let (40,3 pri moških in 43,2 pri ženskah). Naselje ima 257 gospodinjstev, pri čemer je povprečno število članov na gospodinjstvo 3,33.
To naselje je, glede na rezultate popisa iz leta 2002, večinoma srbsko.
|  |

| Demografija | Demografija     | Demografija     |
| Leto        | Št. prebivalcev | Št. prebivalcev |
| ----------- | --------------- | --------------- |
|             |                 |                 |
|             |                 |                 |
|             |                 |                 |
|             |                 |                 |
| 1948        | 1207            |                 |
| 1953        | 1244            |                 |
| 1961        | 1193            |                 |
| 1971        | 1041            |                 |
| 1981        | 1023            |                 |
| 1991        | 1002            | 989             |
| 2002        | 879             | 855             |
|             |                 |                 |

| Etnična sestava po popisu iz leta 2002 | Etnična sestava po popisu iz leta 2002 | Etnična sestava po popisu iz leta 2002 | Etnična sestava po popisu iz leta 2002 | Etnična sestava po popisu iz leta 2002 |
| -------------------------------------- | -------------------------------------- | -------------------------------------- | -------------------------------------- | -------------------------------------- |
| Srbi                                   | Srbi                                   |                                        | 812                                    | 94,97%                                 |
| Romi                                   | Romi                                   |                                        | 37                                     | 4,32%                                  |
| Hrvati                                 | Hrvati                                 |                                        | 1                                      | 0,11%                                  |
| Neznano                                | Neznano                                |                                        | 5                                      | 0,58%                                  |